# Alin Gherman
Pour les articles homonymes, voir Gherman.
Alin Gherman est un compositeur belgo-roumain né à Cluj-Napoca (Roumanie) le 6 octobre 1981.

## Biographie
Il étudie la musique dans sa ville d'adoption, au Conservatoire Royal de Bruxelles avec Daniel Capelletti. Il se perfectionne ensuite dans la composition pour le théâtre musical/instrumental à la Hochschule der Künste Bern (Suisse) avec Georges Aperghis, Eric Gaudibert et Xavier Dayer. Enfin, il suit les cours de composition pour film, théâtre et média à la Zürcher Hochschule der Künste avec notamment André Bellmont et Domenico Ferrari.
Il est lauréat de plusieurs prix de composition dont le prix « Young Composer’s Project (YCP) prize » décerné par le Beijing Modern Music Festival, Pékin, 2011 
le 2e prix au Concours International de Composition « Roads to Romanticism » 2008 pour le duo "Vlan !", Bucarest, 2008,  « Prix Erasmus » décerné par l’Union des Professeurs du Conservatoire Royal de Musique de Bruxelles, 2006, « Composition prize of Icon Arts Breaza (Romania) International Composition Competition » pour le trio "O poveste", 2005, « Prix Emile AGNIEZ » décerné par le Conservatoire Royal de Musique de Bruxelles pour le trio "Poésie perdue", 2003 et enfin le « Prix de la Création » du « Festival Musical of Condroz » (Ciney – Belgique) pour "Le samouraï et la geisha", de même que le « Prix Albert Schlögel » pour son interprétation, 2000. Il a par ailleurs reçu une « Mention honorable » du jury de l’Université Carl von Ossietzky Oldenburg (Allemagne) 2011.
Auteur d’œuvres pour le Concours de Genève, l'Ensemble Musiques Nouvelles, European Contemporary Orchestra, Ensemble Vortex, Archives sociales suisses, Tonhalle Orchester ainsi que pour de nombreux autres ensembles et solistes. 
Boursier de la Confédération suisse de 2006 à 2008. Sa musique est éditée et distribuée aux Éditions Papillon  ainsi que sur son site officiel.

## Compositions
- A Sky of Light, opus 88 pour soprano, contre-ténor, clarinette en Sib (+ clarinette basse), trombone, piano, violon, violoncelle et percussionniste, durée : 10 min 30 s (2015)
- Aventures et miracles, opus 86a pour ensemble de 32 solistes, durée : 16 min 20 s (2012)
- Aventures et petits miracles, opus 86b pour ensemble de 32 solistes, durée : 11 min (2012)
- Individual in the Masses, sans opus  musique électronique, durée : 11 min ca  (2012)
- Presence Effect : nameless, sans opus  musique électronique, durée : 21 min (2012)
- Le Papillon par un matin trouble, opus 85 pour flûte (+ flûte alto), clarinette (+ clarinette basse), percussion, piano, violon, alto et violoncelle, durée : 9 min (2011)
- Bright challenge fanfare, opus 82 pour trompette et 3 cors, durée : 1 min  (2010)
- Elongations, opus 84 pour flûte et percussion, durée : 7 min  (2010)
- Full bright fanfare, opus 83 pour orchestre d'harmonie militaire, durée : 1 min (2010)
- Les petits démons de la Rose, opus 81 pour hautbois, percussion, guitare, violon, contrebasse et électronique live, durée : 8 min 45 s (2010)
- Addendum : exitum (version longue en 3 parties), opus 67b pour piano 4 mains et tourneur de pages, durée : entre 6 et 7 min  (2009)
- Cymbals Vitamins, opus 78b pour 1 percussionniste, durée : 3 min 30 s ca (2009)
- Dance - under impending rain -, opus 78c pour 1 percussionniste, durée : 3 min ca (2009)
- Desert Hopi Frau, opus 77a pour quintette à cordes, durée 3 min 34 s (2009)
- Desert NASCA - airplane view, opus 77b pour samplings de Duel et différents synthétiseurs, durée : 1 min 56 s (2009)
- Ein Werktag, Opus 80  bande-son pour film muet, durée : 57 min (2009)
- Kasimir une Karoline, sans opus, pour clarinette, percussions et contrebasse, durée : 11 min ca (2009)
- Metal spirits I, opus 79a pour 2 percussionnistes, durée : 2 min 50 s (2009)
- Metal spirits II, opus 79b pour 2 percussionnistes, durée : 3 min 10 s (2009)
- Metal spirits III, opus 79c pour 4 percussionnistes, durée : 4 min (2009)
- Prestissimo, sans opus, sonnerie pour téléphone portable, durée : 2 x 10 s ca (2009)
- Purple ritual, opus 78a pour 1 percussionniste, durée : entre 9 et 10 min ca (2009)
- Vibrations, opus 79c pour flûte et 4 marimbas, durée : 4 min 31 s (2009)
- Donna Odokia, opus 69 pour une actrice et 3 musiciens (piano, alto et cor anglais/heckelphone), durée : 12 min (2008)
- Explorer, opus 76 pour guitares synthétiques, durée : 1 min 28 s (2008)
- Haute tension, opus 75 pour piano et percussion, durée : 6 min 30 s ca (2008)
- Intermède instrumental pour flûte, hautbois, violoncelle, harpe et percussion, durée : 2 min 20 s ca (2008)
- Mouvements, opus 71 pour deux exécutants, durée : indéterminée (2008)
- Relations lumineuses, opus 72 pour lumières, masques, flûte, cor anglais, harpe et percussion, durée : 8 min ca (2008)
- Social life, sans opus pour 8 musiciens/exécutants + concepteur lumières, durée : 35 min ca (2008)
- Variations sérieuses : cracked, sans opus pour piano + 1 exécutant, durée : indéterminée (2008)
- You, and me, and him, opus 73a pour violoncelle, harpe, percussion, exécutant supplémentaire & 2 exécutants, 3 voix, durée : 13 min ca (2008)
- Addendum : exitum, opus 67 pour piano 4 mains et tourneur de pages, durée : indéterminée (2007)
- Hello!, opus 64a pour deux voix et clarinette basse ou cor, durée : 8 min 30 s ca (2007)
- Hello! (version light), opus 64b pour deux voix et clarinette basse ou cor, durée : 4 min ca (2007)
- Histoire I, opus 66a pour 6 voix parlées, durée : 2 min 5 s ca (2007)
- Histoire II, opus 66b pour 5 à 13 artistes, durée : 4 min 30 s ca (2007)
- Histoire III, opus 66c pour 2 instruments à vent, durée : 3 min 30 s ca (2007)
- Klavierstück, opus 65 pour piano 4 mains (2 versions), durée : 4 min 30 s ca (version 1), 9 min ca (version 2) (2007)
- Pot-pourri, opus 68a pour orchestre symphonique, durée : 11 min ca (2007)
- Pot-pourri, opus 68b pour orchestre de chambre, durée : 6 min ca (2007)
- Prilude, opus 70 pour quatuor à cordes ou musiciens aux entrées maniérées, durée : de 4 min 30 s à 4 min 45 s ca (2007)
- Trotinettstück pour basson et contrebasson (ou 2 bassons) (2007)
- Duel pour piano, durée : 3 m ca (2006)
- Taraf in the graveyard, opus 63 pour un ensemble de 18 musiciens, durée : 7 min 10 s ca (2006)
- Café mélange, opus 62 pour violon, guitare électrique, percussions, accordéon, machine à café + chef d'orchestre, amplification générale, durée : 7 min ca (2005)
- Grains, fleur et son envol, opus 58 pour clarinette, percussions, piano et contrebasse, durée : 7 min 10 s ca (2005)
- Missing, opus 46b pour quatuor à cordes et clarinette, durée : 8 min ca (2005)
- Mouths & Strings, opus 61 pour quatuor à cordes, durée : 5 min ca (2005)
- O poveste, opus 60 pour clarinette, violon et alto, durée : 7 min ca (2005)
- Shhh!, opus 59 pour quintette de voix parlées et journaux, durée : 4 min ca (2005)
- Ariciul pour piano, durée : 1 min (2004)
- folclor, opus 55 pour piano, durée : 6 min ca (2004)
- Minimes : apocalypse, opus 54 pour orgue et autres instruments et exécutants, durée : 5 min 10 s (2004)
- Nadine remix, opus 57, musique électronique, durée : 4 min ca (2004)
- Play song pour piano, durée : 42 s ca (2004)
- Vlan !, opus 53 pour voix et piano, durée : 4 min 6 s (2004)
- Divertimento, opus 51 pour flûte, alto et harpe, durée : 5 min ca (2003)
- Origines, opus 52 pour un ensemble de 16 musiciens, durée : 10 min 30 s ca (2003)
- Poésie perdue, opus 50 pour voix d'alto, alto et clarinette basse, durée : 5 min 50 s ca (2002)
- Le manoir imaginaire, opus 47 pour violoncelle et piano, durée : 6 min 15 s ca (2001)
- Sextuor, opus 46a pour flûte, hautbois, clarinette, saxophone ténor, violon et violoncelle, durée : 7 min 26 s ca (2001)
- Adagio amoroso, opus 44 no 1 pour violon et piano, durée : 2 min ca (2000)
- Adagio amoroso & Mélancolie, opus 44 no 1 et 2 pour piano, durée : 1 min 50 s (1) et 3 min (2) ca (2000)
- Errances, opus 49 pour piano, durée : 3 min 42 s ca (2000)
- La danse des fleurs bleues, opus 46 pour piano, durée : 3 min 42 s ca (2000)

• Le samouraï et la geisha, opus 43 pour piano, durée : 4 m 48 s ca (2000)
- Collection of pieces for piano, opus 1 à 42 pour piano (1994-1999)[6],[7]

## Discographie
- CD 01, try-out #2 eco on the beach, "Aventures et miracles", European Contemporary Orchestra 2013[8]
- CD 02 try-out #3 orchestral manœuvre in the sound, "Aventures intérieures et petits miracles", European Contemporary Orchestra 2013[8] Extrait
- À la croisée des chemins, Œuvres de la classe de composition 2010, Haute École des Arts de Berne HEAB [9]
- "Stellen wir diese Waffe in unseren Dienst": Film und Arbeiterbewegung in der Schweiz / Stefan Länzlinger und Thomas Schärer; hrsg. vom Schweizerischen Sozialarchiv. - Zürich : Chronos, 2009. - 184 S. : Buch mit DVD.  (ISBN 978-3-0340-0971-3)[10]
- "Purple ritual", l'interprétation des 15 candidats sélectionnés pour le Récital 1 du Concours de Genève, Sidéral Film Genève 2009